# Église Saint-Pierre del Pech de Saint-Maurin
Pour les articles homonymes, voir Église Saint-Pierre.
L'église Saint-Pierre del Pech est une église catholique située à Saint-Maurin, dans le département de Lot-et-Garonne, en France.

## Historique
L'édifice est inscrit au titre des monuments historiques en 1998.